# Sudaraž
Sudaraž – wieś w Chorwacji, w żupanii osijecko-barańskiej, w gminie Petlovac. W 2011 roku pozostawała niezamieszkana.